# NGC 1182
NGC 1182 (= NGC 1205)  è una galassia a spirale situata nella costellazione dell'Eridano, a una distanza di circa 152 milioni di anni luce dalla nostra Via Lattea.

## Scoperta
La galassia è stata scoperta nel 1886 dall'astronomo statunitense Ormond Stone. Nel corso dello stesso anno Stone riosservò nuovamente la stessa galassia, ma nella sua descrizione riportò una leggera differenza nella posizione per cui la nuova osservazione venne inserita nel New General Catalogue con il codice NGC 1205, che oggi viene considerato essere un duplicato di NGC 1182.

## Descrizione
NGC 1182 è una galassia di campo, cioè una galassia che non appartiene ad alcun ammasso o gruppo di galassie ed è quindi gravitazionalmente isolata.